# Sectă
Sectă este denumirea dată unui grup de persoane ce formează o comunitate religioasă, care s-a separat de biserica oficială în scopul corectării unor abateri doctrinare atribuite structurii-mamă. De regulă, denumirea de sectă nu este acceptată de membrii grupării, care consideră că ei sunt singurii care dețin „adevărul”.
De regulă, sectele sunt grupări religioase de dimensiuni mici, desprinse de cultele mainstream ale unui stat, reprezentând un grup închis, alcătuit din adepții unei anumite doctrine. De cele mai multe ori, sectele sunt expresia unei disidențe sociale. Ele urmăresc să răspundă unor nevoi fie individuale, fie de grup, care sunt resimțite ca păreri impuse de o societate sau de către sistemul religios dominant. Există, de asemenea, secte desprinse din alte secte.
O sectă este caracterizată printr-un devotament sau o dedicare exagerată față de o persoană, o idee sau un obiect, folosind tehnici de manipulare și control care nu sunt etice, în scopul atingerii scopurilor conducătorilor de grup, în defavoarea membrilor, a familiilor lor sau a comunității. Aceste tehnici de control includ izolarea de prieteni și membrii de familie, debilitarea, folosirea unor metode pentru a mări sugestibilitatea și supunerea, controlul informațiilor, anularea individualității sau a judecății critice, promovarea dependenței față de grup și teama de a-l abandona, etc.

## Secte distructive
O sectă distructivă este un grup de persoane care urmează o mișcare religioasă sau ideologică în cadrul căreia se practică controlul mintal și care poate fi foarte periculoasă pentru membrii grupării chiar dacă aparent este inofensivă. Aceste efecte se fac simțite pe termen lung și în general culminează printr-un scandal legat de abuzuri materiale, sexuale, de agresiuni fizice, suicideri în masă sau izolate, omucideri sau chiar genocid. 
Sectele distructive sunt grupuri care aparent îmbracă forma unor asociații culturale, politice, religioase sau chiar sub pretextul participării la tratamente de medicină alternativă sau grupuri de ajutor social. Se caracterizează prin folosirea tehnicii de convingere coergitivă ca metodă de influențare socială iar în prealabil folosesc tehnici de atragere prin promisiuni ale adepților. În general sectele au o organizare ierarhică strictă. În unele cazuri liderii se pot folosi de dezastrele naturale precum cutremure mari, tsunami, etc pentru a induce ideea de sfârșit al lumii, de efemer. În multe țări aceste secte sunt interzise iar ele funcționează în clandestin. 
De asemenea, este considerată periculoasă pentru adepții săi o sectă atunci când după afilierea la aceasta ei întâmpină probleme de adaptare în societate, la locul de muncă sau în familie și când le este îngrădită libertatea sau devin dependenți de sectă. Psihologii și sociologii declară că conform studiilor o treime din adepții acestor secte le abandonează în timp dar că unii care au personalitatea slabă revin sau se integrează în alte secte.
Caracteristici
Principala caracteristică a sectelor distructive este cea de a inocula, folosind controlul mintal, o personalitate gregară adepților săi, provocându-le așa numitul sindrom disociativ atipic. În afară de aceasta în general sunt:
- organizații autoritare și piramidale, nu există democrație la nici un nivel ierarhic și nu este permisă critica
- existența unui lider sau a unui grup de lideri a căror singură hotărâre contează. Lideril controlează toate mișcările membrilor sectei, precum banii, și nu i se aplică aceleași reguli ca supușilor săi.
- izolarea membrilor grupului de restul lumii sau de familie
- se controlează orice informație venită din lumea exterioară
- se induce un aspect demonizator lumii exterioare prin discursuri și se încearcă câștigării încrederii totale în lider.

În 1995, guvernul național al SUA, a stabilit 10 criterii de catalogare a sectelor destructive:
- destabilizare mintală
- un caracter exageral ale pretențiilor bănești cerute membrilor sectei
- inducerea unei izolări față de membrii colectivității din care aparținuse până în acel moment
- abuzuri împotriva integrității fizice
- recrutarea de copii
- discursuri antisociale
- tulburări de ordin public
- numărul de plângeri depuse împotriva sectei
- abaterea de la circuitele economice tradiționale și tentativele de sfidare și confruntare cu instituțiile publice